# Universitäts- und Stadtbibliothek Köln

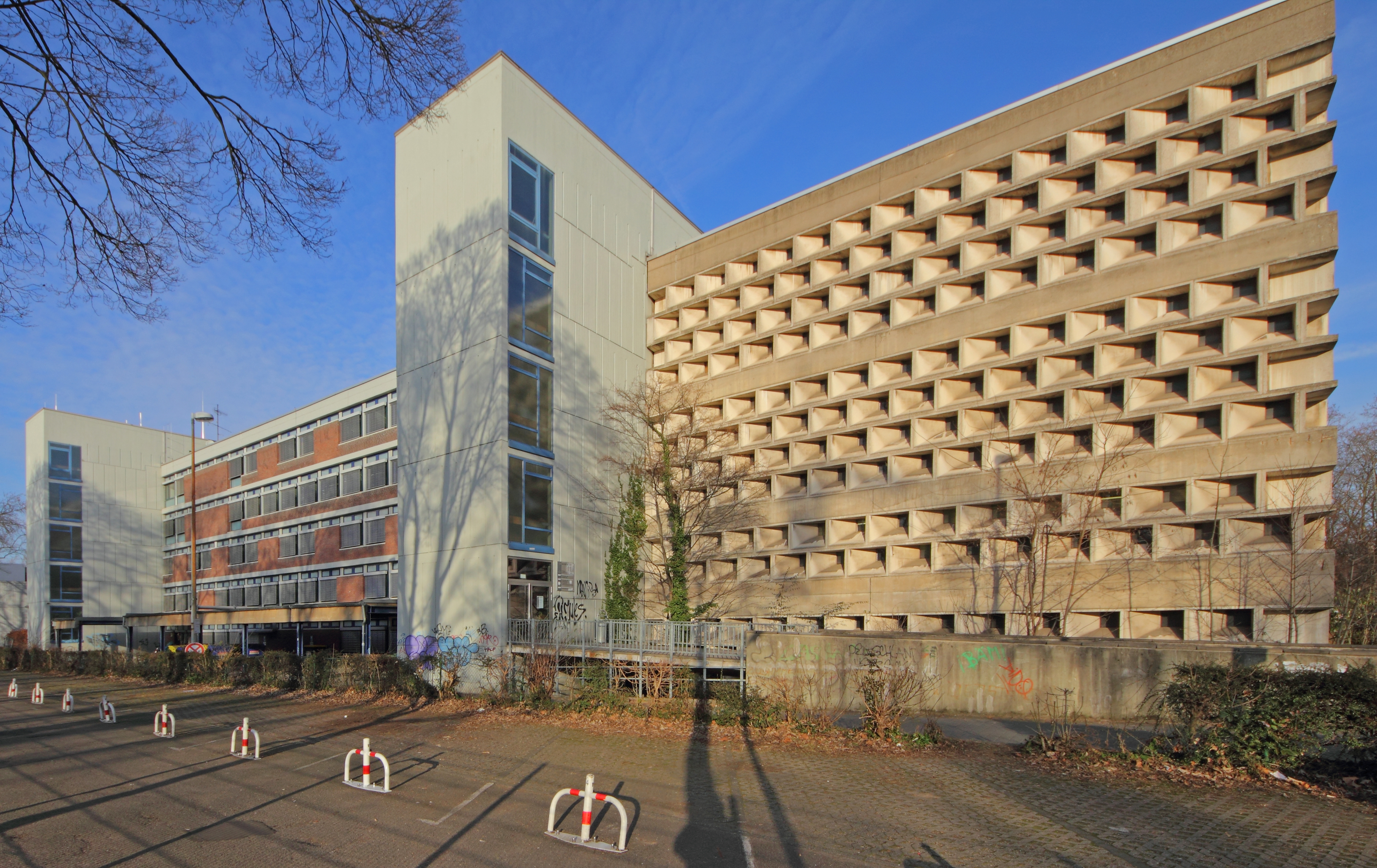
Das Bibliotheksgebäude (2012)

Die Universitäts- und Stadtbibliothek Köln (USB Köln) ist die zentrale Universitätsbibliothek der Universität zu Köln und nach deren Grundordnung ihre „Ausleih- und Magazinbibliothek“. Sie ist damit eine Dienstleistungseinrichtung insbesondere für die Angehörigen und Institute der Universität, aber auch für die Bürger Kölns und der Region. Dabei arbeitet sie mit den Institutsbibliotheken zusammen und bedient sich zur Erledigung ihrer Aufgaben moderner Informations- und Kommunikationstechnologien. Die Universitäts- und Stadtbibliothek Köln ist Teil des Bibliotheksverbundes Kölner Bibliotheken.
Die Bibliothek hat umfangreiche Spezialbestände und Sammelschwerpunkte wie Betriebswirtschaftslehre (bis 2012), Sozialwissenschaften (bis 2013), Kulturkreis Benelux, Historische Bestände im Rheinland, Europäisches Dokumentationszentrum. Insgesamt umfasst der Bestand 4,2 Mio. Medien, darunter 440.000 E-Books und rund 88.000 elektronische Zeitschriften (Stand Dezember 2021).
Die Medizinische Abteilung ist seit 1964 in der eigenständigen Deutschen Zentralbibliothek für Medizin (ZB MED) integriert.

## Geschichte und historischer Bestand
Die Bibliothek wurde infolge der Errichtung der Neuen Universität zu Köln 1920 geschaffen. Ihre Wurzeln gehen auf mehrere Vorgängerinstitutionen zurück, aus deren Besitz ihr reicher und bedeutender Altbestand stammt. Die älteste Wurzel ist die 1602 durch den Rat der Stadt Köln gegründete sog. Syndikatsbibliothek, eine Handbibliothek mit überwiegend juristischen Werken für die Arbeit des Rates.
Die Sammlung Wallraf, als weitere wichtige Quelle für den Altbestand, geht auf Ferdinand Franz Wallraf (1748–1824) zurück, den letzten gewählten Rektor der Alten Universität. Die Sammlung bildete gemeinsam mit der Syndikatsbibliothek die Grundlage der alten Kölner Stadtbibliothek.
Ein weiterer Grundstock stammt aus der Gymnasialbibliothek, die auf die Sammlung des Jesuitenkollegs, das 1773 aufgehoben wurde, zurückgeht. In der Zeit der französischen Besatzung kam nach 1794 Buchbesitz zahlreicher Kölner Klöster und der alten Kölner Gymnasien hinzu.
Die Bibliothek wurde als Dauerdepositum des Gymnasial- und Stiftungsfonds an die Stadtbibliothek Köln übergeben und kam mit dieser 1920 an die Bibliothek.
Bis 1880 war die Bibliothek organisatorisch und noch bis 1934 baulich mit dem Historischen Archiv der Stadt Köln verbunden. Bei der Trennung von Archiv und Bibliothek wurde festgelegt, dass das Archiv die Handschriften behalten sollte, während alle Drucke des Altbestands an die Bibliothek kamen.

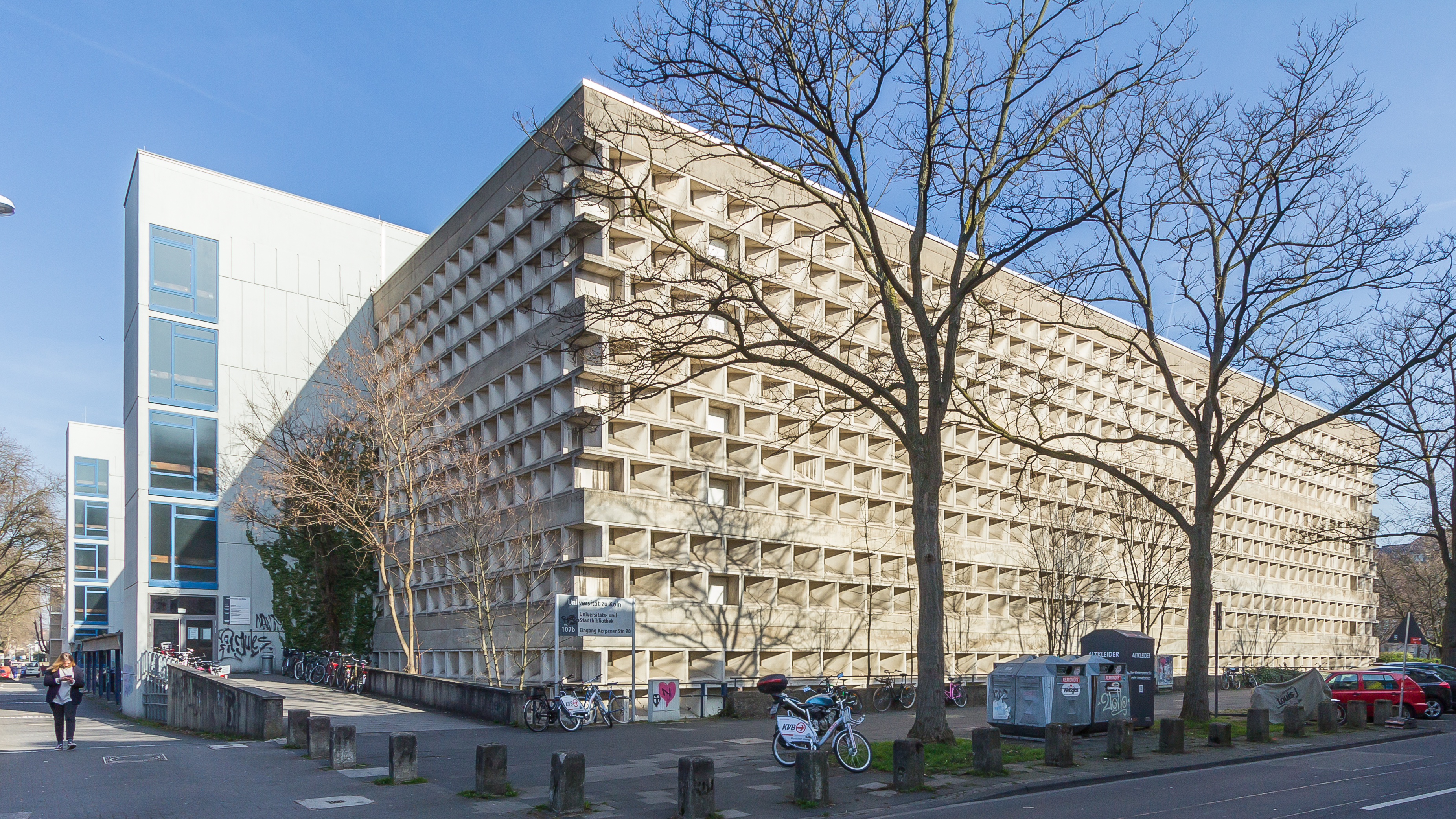
Universitäts- und Stadtbibliothek Köln (1964–1968)

Das gegenwärtige Gebäude der Bibliothek wurde 1964–1968 nach Plänen von Rolf Gutbrod errichtet.
Im Altbestand befinden sich zwei Blockbücher des 15. Jahrhunderts sowie 2350 Inkunabeln (Drucke bis zum Erscheinungsjahr 1500). Die Bibliothek besitzt zudem noch ein Exemplar der Shakespeare-Erstausgabe von 1623 (Shakespeares Folio).
Besonders gepflegte Sammlungsschwerpunkte im historischen Bereich sind:
- „Kölner Drucke vor 1800“ inklusive fingierter Kölner Drucke
- Coloniensia und Rhenensia.

Im Laufe der Zeit kamen dann diverse Nachlässe und Sammlungen in den Besitz der Bibliothek, unter anderem:

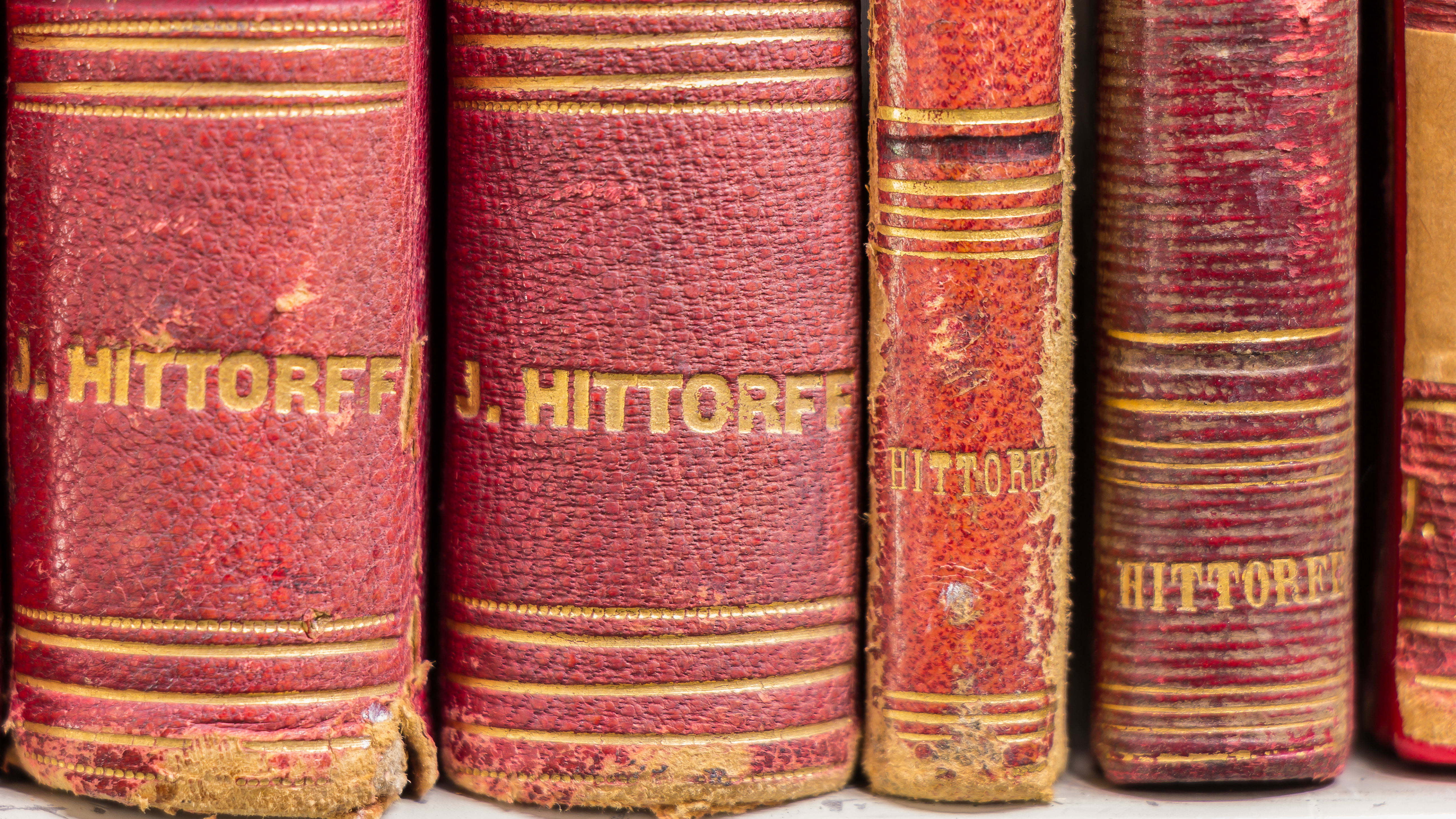
Einige Buchrücken der Bibliothek Hittorff mit der Kennzeichnung „Hittorff“

- Bibliothek Mevissen (Gustav von Mevissen)
- Bibliothek Hittorff (Jakob Ignaz Hittorff)
- Island-Sammlung Erkes (Heinrich Erkes, 1864–1932)
- Bibliothek Otto Wolff (Otto Wolff, 1881–1940)
- Dante-Sammlung Reiners (Wilhelm Reiners, 1873–1943).

### Direktoren seit 1920
- Klemens Löffler (1920–1933)
- Hermann Corsten (1933–1954)
- Rudolf Juchhoff (1954–1960)
- Werner Krieg (1960–1971)
- Severin Corsten (1971–1986)
- Hans Limburg (1986–1998)
- Wolfgang Schmitz (1999–2014)
- Hubertus Neuhausen (seit 2014)

## Bestandserhaltung
Ein eigenes Dezernat Historische Sammlungen und Bestandserhaltung ist für das gesamte Schrifttum in der Bibliothek vor 1801 und für die sonstigen wertvollen Sammlungen und Bestände zuständig, da die Bibliothek eine wichtige Aufgabe in der Bestandserhaltung sieht. Dazu gehören vorbeugende konservatorische Maßnahmen wie die Säuberung verschmutzter Bände oder die Schaffung sachgerechter Lagerungsbedingungen. Zunehmend gewinnt aber auch die Erhaltung gefährdeter Bestände durch Verfilmung oder Digitalisierung an Bedeutung. Schließlich gehören auch Restaurierungsarbeiten zu den Aufgaben, um nicht nur die Benutzbarkeit des Bandes wiederherzustellen, sondern auch die Erhaltung des historischen Objekts „Buch“ zu gewährleisten, das für die Forschung hohen Quellenwert besitzt.
Die Bibliothek ist im Auftrag des Landes auch zuständig für die Betreuung und Beratung kleinerer nicht-staatlicher Bibliotheken mit historischen Buchbeständen. Ansprechpartnerin ist die Landesbibliothekarische Arbeitsstelle für historische Bestände im Rheinland mit Sitz an der Bibliothek.
Sammlungsauswahl:
- DFG-Sondersammelgebiete
  - Betriebswirtschaft (bis 2012)
  - Sozialwissenschaften (bis 2013)
  - Kulturkreis Belgien Luxemburg
- Moderne Sammlungen
  - Digitale Umschlag-Sammlung
  - H. C. Artmann-Sammlung Knupfer
  - Sammlung Gertrud von Le Fort
- Europäisches Dokumentationszentrum
- Historische Sammlungen
  - Entstehung und Bestand Rheinische Abteilung
  - Abteilung Das Alte Buch in der Universität
  - Lesesaal Historische Sammlungen
  - Sonderkataloge
- Einbandsammlung
- Sammlung Islandica
- Landesbibliothekarische Arbeitsstelle "Historische Bestände im Rheinland"
- Digitale Sammlungen

## Weitere Dienstleistungen
Neben der Bestandserhaltung und dem täglichen Routinegeschäft einer Universitätsbibliothek, wie die Beschaffung, Erschließung und Bereitstellung von Medien werden Informationsdienste, Führungen und Schulungen als erste Orientierungshilfen angeboten.
Daneben konzentriert sich die Bibliothek seit einigen Jahren aber auch auf den Ausbau ihrer elektronischen Dienste. Dazu zählen neben dem Aufbau digitaler Sammlungen sowie der Entwicklung intelligenter Recherchesysteme auch der Dokumentlieferdienst subito, über den bequem Literatur bestellt werden kann. Mittels des USB-Portals, welches auf Basis der Software IPS der Digitalen Bibliothek realisiert wurde, kann eine parallele Suche in Katalogen und Literaturdatenbanken sowie im EBSCO Discovery Service unter einer Oberfläche gestartet werden.

## Auswahl von Projekten
- Fachinformationsdienst Soziologie mit Social Science Open Access Repository (SSOAR)[4]
- Publikationsplattform BuR – Open Access eJournal Business Research, DfG-Projekt 2007–2012[5][6]
- (Digitalisierte) Zeitungsausschnitt-Sammlung (1840–1975)[7]
- Retrospektive Inhaltserschließung der Islandsammlung, seit 2006[8]
- Provenienzforschung, -verzeichnung und –  im Fall von NS-Raubgut – Restitution[9]
- Digitale Rätoromanische Chrestomathie, DfG-Projekt 2009 bis 2017[10][11][12]
- Werkausgabe Caspar Vopelius, DfG-Projekt 2008–2017[13][14]
- Retrokonversion der Bestände 1800–1988[15]
- Verschiedene Open-Access-Initiativen[16]
- Restaurierung des Bücherbestandes der Bibliothek Ferdinand Franz Wallrafs und der Historischen Stadtbibliothek[17]

## Sonstiges
Im Juni 2020 war die USB Köln das Ziel eines Hackerangriffs, die die Benutzung der IT-Systeme der Bibliothek für mehrere Wochen einschränkte.